# 圣安多尼堂 (巴黎十五区)
圣安多尼堂（法語：Église Saint-Antoine-de-Padoue）是法国巴黎的一座罗马天主教教堂，供奉里斯本的聖安多尼，位于巴黎十五区的勒费弗尔大道。建于1933年。
这座教堂建于1933年至1935年。1933年6月11日，维迪耶枢机（cardinal Verdier）为该堂奠基。
该堂用钢筋混凝土建造，由Léon Azéma设计，风格采用圣安多尼所处的13世纪。钟楼的高度为46米，两侧是里斯本的圣安多尼、路易九世、亚西西的嘉勒和以利沙伯的雕像，由雷蒙德·德拉马雷（Raymond Delamarre）和埃利-让·韦济恩（élie-Jean Vézien）(内部雕像的作者)设计。
内部，在中殿的四角，分别描绘圣安多尼、圣方济各、圣若瑟和德肋撒。花窗玻璃由罗伯特·波雷翁（Robert Poughéon）设计，路易斯·巴里莱（Louis Barillet）根据其图纸制作。教堂的管风琴建于1920年。
唱经楼唱诗班装饰着一幅画家让·伯纳德的壁画。壁画描绘了耶稣基督与马利亚、圣若望以及抹大拉的马利亚。左边是亚西西的方济各和方济各会士，右边是圣安多尼和致命圣人。